# Битва за Амран (1994)
Битва за Амран (27 — 30 апреля 1994 года) — Крупнейшее танковое сражение гражданской войны в Йемене 1994 года.

## Предыстория
В 1990 году Северный и Южный Йемен объединились. Одним из принципов объединения было смешение северных и южных воинских частей друг с другом. Северяне перед объединением имели от 715 до 800 танков, южане от 480 до 530 танков. Перестрелки между северянами и южанами происходили довольно часто. В феврале 1994 года произошли вооружённые столкновения в провинции Абьа в южной части страны. В феврале 1994 года боевые действия перешли уже на большой уровень.

## Ход боя
27 апреля на территории военной базы Амран в северной части страны неподалёку от столицы Саны располагались 1-я танковая бригада северян (M60A1 и Т-55) и 3-я танковая бригада южан (Т-62 и Т-55), в общей сумме около 200 танков, при этом у южан имелось на 30% танков больше.
По данным американского журналиста Тима Макинтоша, в тот день южане первыми открыли огонь из танков по северянам, по данным английского журналиста Майка Келли, первыми открыли огонь танки северян. В результате завязалась танковая битва, танки и орудия стреляли друг в друга буквально «в упор». Первый бой закончился через 20 часов, десятки танков были подбиты, было убито 79 человек. Спорадические танковые дуэли продолжались до 30 апреля. Танки южан потерпели поражение потеряв по западным данным 60 машин, потери северян неизвестны. Местное население, члены Бакильской конфедерации поддержали южан, уничтожив 13 танков северян. По арабским данным в этом сражении у обеих сторон было убито 200 и ранено 250-300 человек, более 150 танков и 22 САУ было уничтожено, 159 зданий было разрушено танковым огнём, 400 южан попали в плен.